# Jonathan Kerr
Pour les articles homonymes, voir Kerr.
Jonathan Kerr, né Georges Quer le 5 août 1951 à Saint-Malo, est un chanteur, acteur, compositeur, metteur en scène et écrivain français.

## Biographie

### Jeunesse
Jonathan Kerr est l'un des six enfants de Georges Quer, chef comptable, et de son épouse, Hélène.
Né et élevé dans la ville portuaire de la côte nord de Bretagne, il  pensait à lier la future profession à la mer, comme ses ancêtres et comme son père avant d'avoir été  grièvement blessé en 1944. Mais très vite il dévoile aussi un don certain pour la musique.
À l'âge de 13 ans, quand son oncle lui offre une guitare, Jonathan Kerr écrit sa première chanson sur le texte du poète humaniste Georges Monde.

« C'est un soir de Noël à bord d'un chalutier où j'ai chanté pour l'équipage et tous les bateaux avoisinants qu'on m'a conseillé de monter à Paris tenter ma chance. »

— Jonathan Kerr
Il fait des études pour devenir capitaine au long cours mais décide de suivre sa vocation et, à l'âge de 17 ans, il vient avec ses parents à Paris.

### Formation
Il commence à apprendre la guitare et le solfege au Conservatoire du 13e arrondissement de Paris, ensuite il étudie le chant classique, le piano  et découvre parallèlement la composition musicale. Il prend des cours particuliers et travaille beaucoup tout seul.
Après son service militaire où il a officié en tant que musicien-chanteur Jonathan Kerr revient à Paris. Dans la capitale, il effectue divers travaux jusqu'à ce qu'il entende parler de l'audition pour la comédie musicale Mayflower.
Cet événement semblait être écrit dans sa destinée :

« Ce qui est drôle, c'est que mon grand père, qui était cap hornier et avait navigué à bord de multiples trois mats pendant toute sa vie, s'était mis à faire des bateaux en bouteilles à la fin de son existence. Il m'avait offert un de ses bateaux miniatures embouteillés, je devais avoir sept ans. Le nom du bateau était :  FLEUR DE MAI ! »

— Jonathan Kerr
En 1974, Jonathan Kerr entre dans la troupe de Mayflower avec lequel, en 1975. il part à Washington afin de présenter le spectacle devant le Congrès américain en vue du bicentenaire de l'indépendance des États-Unis. Puis, pendant deux saisons réussies, il joue dans cette comédie musicale au Théâtre de la Porte Saint-Martin à Paris.
Ses débuts au théâtre musical constituent une bonne pratique du chant, de la danse, du jeu d'acteur pour lui et laissent une impression forte et significative pour la vie professionnelle ultérieure du jeune musicien.
En 1976, il participe au show du Big Bazar, un ensemble célèbre de Michel Fugain, et foule pour la première fois la scène de l'Olympia.

### Débuts d'acteur
Jonathan Kerr ne manque pas l'occasion de s'essayer dans les autres types d'arts du spectacle.
Au cours des répétitions du Big Bazar, il apprend que Ariane Mnouchkine cherche de jeunes acteurs pour le tournage de Molière. Ainsi, en 1977, il fait de la figuration dans son premier film.
Sa particularité, assez rare à ce moment-là, — l'acteur qui chante professionnellement — lui permet d'obtenir, en 1978, le rôle dans la pièce de théâtre avec des chansons Aucassin et Nicolette mise en scène par Éric Laborey.

### Carrière solo
En 1979, grâce à un ami, Jonathan Kerr rencontre Laurent Thierry Mieg qui s'avère aussi être un grand amateur de navigation et devient ensuite son compagnon pour des sorties en mer. C'est alors que Laurent Thierry, directeur artistique d'EMI (à l'époque encore Pathé-Marconi), propose à Jonathan d'enregistrer un 45 tours avec ses chansons. Le single intitulé  L’Gribouille de l’amour paraît en 1981.

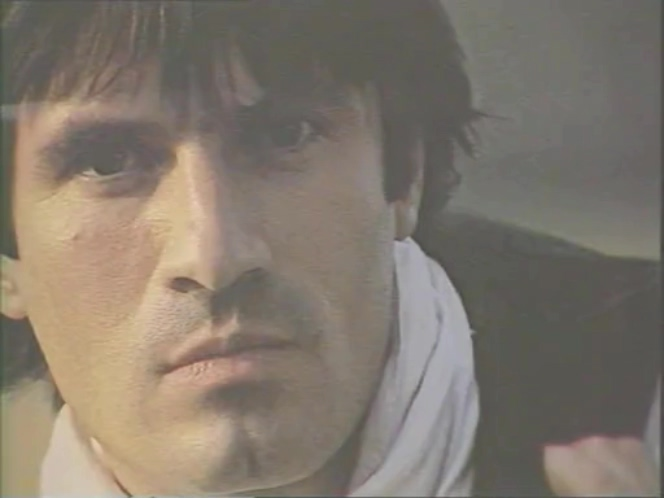
Jonatan Quer en 1981

Georges Quer, homonyme de son père, change son prénom pour Jonatan afin, quelques années plus tard, à l'initiative de la production de l'un de ses premiers films de devenir Jonathan Kerr, à la manière anglo-saxonne.
Chez EMI et Carrère il enregistrera quelques disques, en tant que chanteur et le compositeur, mais aussi en tant que l'auteur des textes de presque toutes les chansons et fera de nombreux récitals.

### Tournant vers le théâtre
« J'ai aimé cette période auteur-compositeur-interprète mais je trouvais déjà un peu fastidieux le passage entre les chansons, lors des récitals. Et c'est une des raisons qui m'a conduit à écrire ce polar musical (puisqu'il y avait du texte joué entre les chansons-là) qui était à l'origine un one man show musical (ensuite, il y a eu des danseurs des musiciens tout une machinerie, etc). »

— Jonathan Kerr
Cette comédie musicale Le mat peut servir en quelque sorte de métaphore de son existence créative : auteur, compositeur, metteur en scène, chanteur, acteur et producteur. Le spectacle avec la référence au fameux mythe d'Orphée et d'Eurydice mais conçu dans l'esprit d'un thriller futuriste est monté en 1984 au Cithéa, il sera présenté en version élargie en 1994 et joué plus de 400 fois.
Après avoir participé aux ateliers que dirigeait Andréas Voutsinás au théâtre des Bouffes du Nord il se tourne résolument vers le théâtre, sans toutefois quitter la composition, l'écriture, et le chant. 
Il travaille avec Kai Johnsen sur des textes de Jon Fosse (Le Nom, Variations sur la Mort), avec Robert Cantarella sur des textes de Noëlle Renaude, avec Philippe Adrien sur le répertoire contemporain.
Il collabore en tant que comédien avec de nombreux metteurs en scène : Didier Flamand, Blanche Salant, Georges Vitaly (Les patients), de nouveau avec Robert Cantarella (Le voyage), Agnès Delume (Lysistrata et Les Acharniens d’Aristophane), Jean-Pierre Volmer (L’Idiot, L’Exclu), Patrice Lecadre (Les derniers hommes et Le Chandelier), Patricia Giros (David Copperfield - Les années d'enfance). Pendant la saison 2000-2001, il joue sous la direction de Bernard Bloch dans Les Paravents de Jean Genet au Théâtre des Amandiers de Nanterre et en tournée. En 2007, il obtient un rôle dans la pièce N'ayez pas peur ! Jean-Paul II de Robert Hossein.
Et pourtant, Jonathan Kerr ne quitte jamais la comédie musicale. Dans Cabaret de Jérôme Savary, il décroche le premier rôle masculin au théâtre. En 2002, il interprète le sombre personnage d'Eddy Clark, producteur machiavélique de L'Ombre d'un géant au Théâtre Mogador. Il monte sur la scène de l'Olympia en 2003 pour le spectacle Belles belles belles, première comédie musicale juke-box française qui rend hommage aux titres de Claude François. En 2009-2011, il part en tournée asiatique de Mozart, l'opéra rock.

### Le Bateleur Théâtre
Au début des années 1990, Jonathan Kerr crée Le Bateleur Théâtre, sa propre compagnie de production et de distribution, et met en scène la plupart de ses pièces théâtrales et musicales : Éternel tango (Avignon en 1992) d'après des textes de tango originaux des années 1930, Je ne serai pas héros et Comme un saxo (Théâtre Jean Vilar). Sur le modèle de Lysistrata, il monte Le Chippendale ou l'homme de leur vie (Théâtre Montmartre-Galabru en 1993). Il écrit son premier roman que finalement il oriente vers la première pièce de théâtre pour Le Boiteux (Théâtre Clavel en 1995). Il écrit également Deni de noce (Théâtre du Muselet, scène nationale Châlons-en-Champagne en 1997) et Le Scrabble. Et enfin, Le Couple sur la piste et Je veux parler à Dieu, pièces qui ont fait l'objet de lecture en espace à la Métaphore de Lille (à l'époque dirigé par Daniel Mesguich), à la Minoterie de Marseille, et dernièrement par Jacques Vincey à la SACD. Le scrabble est produit et diffusé par France Culture dans une réalisation de Myron Meerson avec Maurice Barrier, Annick Alane et Franck Lorrain en mai 2003.
Mais c'est en 2000 que Jonathan Kerr lie vraiment son goût du théâtre à l'aspect lyrique qu'il défend avec l'écriture d'un drame musical : Camille C. sur la relation entre Camille Claudel et Auguste Rodin en général et sur les problèmes de créativité en particulier dans laquelle il incarne également le légendaire sculpteur. Jonathan Kerr a mis en scène une première mouture de la pièce intitulée Camille Rodin en 2003 dans le bâtiment de la mairie de Nogent-sur-Seine (maintenant un musée Camille Claudel) qui a produit le spectacle. La première de Camille C. dans une mise en scène de Jean-Luc Moreau a eu lieu en 2005 au Théâtre de L’Œuvre.
Camille C. obtient le Molière Inattendu 2005, le Prix de la meilleure création au festival Les Musicals 2006 de Béziers et le Prix Claude Michel Schonberg de la meilleure partition musicale. Le texte de Camille C. est édité à L'Avant-Scène Théâtre. La variante symphonique de Camille C. est créée le 21 juillet 2006 au Festival de Carcassonne.
En 2008, il propose une version très libre sur la légende de Jeanne d'Arc, une œuvre sarcastique et débridée, qui obtient le prix SACD.
En 2010, il transpose sur la scène et en musique le roman mythique d’Herman Melville Moby Dick repensé dans le sens de la quête existentielle qui se joue au Théâtre Le Petit Chien durant le Festival Off dAvignon 2010. 
En 2012, dans le cadre du Festival Off d'Avignon, il présente le spectacle musical Mutation – Funambulation poétique dans les pas de Nougaro inspiré par les chansons de Claude Nougaro et dédié à la mémoire du chanteur-poète.
Jonathan Kerr met en scène aussi deux grands œuvres de l'art lyrique dont la base est la musique classique. En 2011, sur l'invitation de l’AEM (Les Amis de l'École de Musique) de Deuil-la-Barre il présente au théâtre Silvia Monfort de Saint-Brice-sous-Forêt une lecture originale de l'opéra Carmen de Georges Bizet avec la participation d'un chœur amateur. En 2016, l’association collabore à nouveau avec Jonathan Kerr afin de proposer Carmina Burana, cantate scénique de Carl Orff, dans une version totalement inédite (publié ensuite aux Éditions Le Solitaire). Ses spectacles passent par plusieurs villes du Val d’Oise et ont un franc succès.
Son interprétation de la pièce Onze voies de fait de Bernard Noël il décide dans l'esthétique du théâtre de l'avant-garde.

### Activité aux multiples facettes
Jonathan Kerr participe à travers le monde à de nombreuses manifestations, récitals, performances, sans oublier le cinéma et la télévision. En 1998, Il réalise le court-métrage Au suivant pour lequel il  également compose la musique. Depuis 2011, il interprète le rôle de Jérôme Hédiard, un personnage secondaire du feuilleton Plus belle la vie diffusé sur France 3.
Dans le même temps, il dirige des ateliers d'écritures et des masters classes, écrit pour la radio ou le cinéma.
Engagé au sein des EAT (Écrivains Associés du Théâtre) dont il est membre du conseil d’administration et de la Fédération des Musicals, Jonathan Kerr poursuit son rêve d’une comédie musicale et d’un théâtre chanté qui misent sur l’authenticité et le renouveau.
En 2009, il signe en collaboration avec Jean-Luc Annaix un Manifeste pour un Théâtre Musical Populaire (éditeur "l'Œil du Souffleur"). Les deux auteurs défendent le genre tout en interpellant les lecteurs-spectateurs et les pouvoirs publics sur la nécessité d'une "ouverture à Paris et en région d'un lieu dédié au répertoire d'un Théâtre Musical Populaire".
En 2011, sa pièce de théâtre La véranda : Tragédie domestique obtient la Bourse Beaumarchais et est éditée aux Éditions Le Solitaire en 2013.
En 2013, il publie son roman Les Yeux crevés, le ciel offert chez Éditions Le Solitaire.
En 2017, Jonathan Kerr reçoit le bourse d'écriture de l'Association Beaumarchais dans la catégorie « Lyrique/Spectacle musical » pour Belles de Nuit dont le livret est co-écrit avec Bénédicte Charpiat.

### Famille
Jonathan Kerr est marié pour la seconde fois et père de trois enfants. Du premier mariage il a une fille, Bérengère, qui est formatrice de métier et conjointement très active dans le milieu du théâtre amateur. Du second mariage avec la danseuse Bénédicte Charpiat il a deux fils. Son fils aîné, Jérémy-Loup, est danseur du ballet de l’Opéra national de Paris; son dernier enfant, Augustin, tourne dans le cinéma depuis l'enfance et veut devenir réalisateur.

## Filmographie

### Cinéma

#### Acteur

##### Longs métrages
- 1978 : Molière de Ariane Mnouchkine : figuration non créditée au générique
- 1978 : La course du rat de François Leterrier
- 1979 : Moonraker (de la série des films de James Bond) de Lewis Gilbert : figuration non créditée au générique
- 1988 : Mon cher sujet d'Anne-Marie Miéville : le compositeur
- 1998 : Ronin de John Frankenheimer
- 2009 : Mémoires d'une jeune fille dérangée de Keren Marciano (court métrage) : le père de lola
- 2010 : Elle s'appelait Sarah de Gilles Paquet-Brenner : l'officier de police Camp

### Télévision

#### Téléfilms
- Lunettes frites de Zanazarro
- 1985 : Grand Hôtel de Yvan Audouard : sous le nom de Jonatan Quer
- 1991 : Eurocity 99 de Philippe Ory
- 1996 : Le mat de Bernard Villiot
- 2002 : Le grand avoir  de Elise Griffon et Sébastien Marnier  (court métrage)
- 2004 : Le Mystère de la dame blanche de Laurent Thomas  (court métrage)
- 2006 : The Real Rameau de Reiner Moritz : Remeau's Nephew
- 2013 : Crime d'état de Pierre Aknine : le maître Cour
- 2013 : Moustache from the Moon de Sélim Atmane  (court métrage) : Mr. Bathroom
- 2014 : Ce soir je vais tuer l'assassin de mon fils de Pierre Aknine : Stéphane Dufoix

#### Séries télévisées
- 1988 : Les Nouveaux chevaliers du ciel de Patrice Jamain
- 1989 : Câlins d’abord de Chantal Baumann
- 1991 : Lola et les autres de Lam-Lee
- 1996 : Sexy Zap — segment Vidéo mateur (1996) de Didier Philippe-Gérard : co-Host
- 1997 : Quai numéro un — épisode : Kamikaze express de Patrick Jamain :  Devriese
- 2005-2006 : Sous le soleil, épisode : Je te vengerai mon fils (2005) de Frédéric Demont : Monsieur Aymard ; épisode : Que justice soit faite! (2006) de Frédéric Demont : Monsieur Aymard
- 2006 : Préjudices de Fréderic Berthe
- 2008 : R.I.S Police scientifique de Klaus Biedermann — épisode : Cloaca Maxima   (2008) : Yann
- 2009 : Tribunal de Dominique Masson
- 2012 : Le jour où tout a basculé — épisode : La femme de mon patron me harcèle (Bodyguard) de Olivier Abid : Victor Passot
- 2011-2012 : Plus belle la vie de Hubert Besson : Jérôme Hédiard

#### Réalisateur
- 1998 : Au suivant (court métrage)[13]

#### Compositeur
- 1998 : Au suivant (court métrage)[13]

## Théâtre

### Dramaturge / Librettiste
- 1984-1986 : Le Mat
- 1991 : Comme un saxo, Théâtre Jean Vilar
- 1993 : Eternel Tango, Avignon, Théâtre Montmartre Galabru (Paris)
- 1993 : Le Chippendale ou l’homme de leur vie, Théâtre Montmartre Galabru (Paris)
- 1994 : Le Mat (2e version), Le Lucernaire (Paris), Théâtre Neuilly, Théâtre Jean Vilard, Cithéa et tournée
- 1995 : Le Boiteux, Théâtre Clavel
- 1997 : Déni de Noce, Théâtre des Songes, Scène National de Chalons en Champagne
- 2003 : Le Scrabble, diffusée sur France Culture
- 2003-2005 : Camille C., Théâtre de L’œuvre (Paris), Théâtre de l’Œuvre, création expo Camille Claudel, Théâtre Municipal de Nogent sur Seine, Festival d'Avignon 2005
- 2008 : Lady blue chanteuse de blues, Vingtième Théâtre (Paris) : le garde du corps
- 2008 : Jean d'Arc, la véritable histoire, Vingtième Théâtre (Paris)
- 2011 : Moby Dick: le chant du monstre, adopt. de Jonathan Kerr, m.e.s. Erwan Daouphars, Vingtième Théâtre (Paris)
- 2011 : Carmina Burana : impératrice du monde, cantate scénique de Carl Orff
- 2012-2013 : Mutation — Funambulation  poétique dans les pas de Nougaro, Théâtre du Petit Louvre ( Festival d'Avignon, 2012), Vingtieme Théâtre
- 2014 : Pourquoi les femmes veulent-elles mourir... d'amour ? écrit par Jonathan Kerr et co-mis en scène par Jonathan Kerr et Sandra Honoré
- Dieu et les comiques
- Le Couple sur la Piste
- Je veux parler à Dieu
- Je ne serai pas héros

### Compositeur
- 1984-1986 : Le Mat
- 1994 : Le Mat (2e version), Le Lucernaire (Paris), Théâtre Neuilly, Théâtre Jean Vilard (Cithéa) et tournée
- 2005 : Camille C., Théâtre de L’œuvre (Paris), Théâtre de l’Œuvre, création expo Camille Claudel, Théâtre Municipal de Nogent sur Seine, Festival d'Avignon 2005
- 2008 : Lady Blue chanteuse de blues, Vingtième Théâtre (Paris) : le garde du corps
- 2008 : Jean d'Arc, la véritable histoire, Vingtième Théâtre (Paris)
- 2011 : Moby Dick: le chant du monstre, adopt. de Jonathan Kerr, m.e.s. Erwan Daouphars, Le Vingtième Théâtre (Paris)
- 2014 : Pourquoi les femmes veulent-elles mourir... d'amour ? écrit par Jonathan Kerr et co-mis en scène par Jonathan Kerr et Sandra Honoré, arr. de Jean Louis Quer

### Metteur en scène
- 1984-1986 : Le Mat
- 1991 : Comme un saxo, Théâtre Jean Vilar
- 1993 : Eternel Tango, Avignon, Théâtre Montmartre Galabru (Paris)
- 1994 : Le Mat (2e version), Le Lucernaire (Paris), Théâtre Neuilly, Théâtre Jean Vilard, Cithéa et tournée
- 1995 : Le Boiteux, Théâtre Clavel
- 1997 : Déni de Noce, création Théâtre des Songes, Scène National de Chalons en Champagne
- 2008 : Lady Blue chanteuse de blues, Vingtième Théâtre (Paris) : le garde du corps
- 2008 : Jean d'Arc, la véritable histoire, Vingtième Théâtre (Paris)
- 2011 : Carmen, opéra de Georges Bizet, Théâtre Silvia Monfort (Saint-Brice-sous-Forêt)
- 2011 : Carmina Burana : impératrice du monde, cantate scénique de Carl Orff
- 2012-2013 : Mutation — Funambulation  poétique dans les pas de Nougaro, Théâtre du Petit Louvre ( Festival d'Avignon, 2012), Vingtieme Théâtre
- 2014 : Pourquoi les femmes veulent-elles mourir... d'amour ? écrit par Jonathan Kerr et co-mis en scène par Jonathan Kerr et Sandra Honoré
- 2015-2016 : Et Dieu créa Rimbaud  de Michael Zolciak, La Comédie Saint Michel
- Onze voies de fait de Bernard Noël

### Comédien

#### Théâtre / Théâtre musical
- 1979-1981 : Aucassin et Nicolette, adapt. de Jean-Luc Jeener, m.e.s. Éric Laborey
- 1982 : Le misanthrope de Molière, m.e.s. Michel Bouttier
- 1985-1987 : La nuit suspendue, de et m.e.s. Gérard Astor
- 1990 : Dans la nuit de Henrich Böll, m.e.s. Jean-Pierre Chrétien-Goni
- 1990 : Le voyage  de Henry Bernstein, m.e.s. Robert Cantarella. tournée
- 1991 : Les patients de Jacques Audiberti, m.e.s. Georges Vitaly, Théâtre du Petit Montparnasse
- 1993 : Lysistrata et Les Acharniens d’Aristophane, m.e.s. Agnès Delume, Théâtre Jean Vilar
- 1995-1996 : L’Idiot, L’Exclu de Mouza Pavlova, m.e.s. Jean-Pierre Volmer, T.D.N de Nîmes
- 1997 : Les derniers hommes de Jean-Luc Jeener, m.e.s. Patrice Lecadre, Théâtre Essaion
- 1998-2000 : David Copperfield — Les années d'enfance de Charles Dickens, m.e.s. Patricia Giros, T.J.S de Montreuil
- 2000-2001 : Le Chandelier d’ A. De Musset, m.e.s. P. Lecadre, Théâtre Essaion
- 2001 : Les paravents de Jean Genet, m.e.s. Bernard Bloch, création Genève — Théâtre des Amandiers, Nanterre — tournée
- 2003 : Le Scrabble, diffusée sur France Culture
- 2003-2005 : Camille C. de Jonathan Kerr, m.e.s. Jean-Luc Moreau, Théâtre de l’Œuvre, création expo Camille Claudel, Théâtre Municipal de Nogent sur Seine, Festival d'Avignon 2005 : Rodin
- 2007 : Jean-Paul II « N'ayez pas peur », m.e.s. Robert Hossein, Palais des Sports
- 2008 : Lady blue chanteuse de blues de Jonathan Kerr, Vingtième Théâtre.(Paris) : le garde du corps
- 2011 : Moby Dick: le chant du monstre, adopt. de Jonathan Kerr, m.e.s. Erwan Daouphars, Vingtième Théâtre (Paris) : le capitaine Achab
- 2014 : Pourquoi les femmes veulent-elles mourir... d'amour ? écrit par Jonathan Kerr et co-mis en scène par Jonathan Kerr et Sandra Honoré
- 2015-2016 : Et Dieu créa Rimbaud de Michael Zolciak, La Comédie Saint Michel
- 2015-2016 : Les petites formes en grande forme, m.e.s. Virginie Paoli, La Petite Loge Théâtre (Paris)
- 2017 : Matchs littéraires, m.e.s. Yves Javault, Gare au Théâtre
- 2018 : Devine qui vient dîner en noir ? m.e.s. Julien Baptist, Théâtre de Trévise (Paris)

#### Comédie musicale
- 1975 : Mayflower de Éric Charden et Guy Bontempelli, Théâtre de la porte Saint-Martin (Paris)
- 1977 : Le Big Bazar de Michel Fugain, Théâtre de l’Olympia (Paris)
- 1987-1989 : Cabaret de Masterhoff, Kander et Ebb, m.e.s. Jérôme Savary, Théâtre Mogador, tournée
- 1996 : Mayflower, m.e.s. Corinne Blue et Redha, Bataclan (Paris)
- 2002 : L'ombre d'un géant, m.e.s. François Valéry, Théâtre Mogador (Paris) : Eddy Clark
- 2003 : Belles belles belles, m.e.s. Redha, Olympia (Paris) : le père de Sonia
- 2009-2011: Mozart, l'opéra rock, m.e.s.Olivier Dahan, Palais des Sports de Paris.2 Tournées. & Bercy (Paris) : Leopold
- 2011-2014 : Peau d'Ane, de Charles Perrault, m.e.s. Ismaël Djema, Théâtre de la Madeleine, Théâtre de la Porte Saint Martin
- 2013 : L'ile aux tresors de et m.e.s. Ismael Djema, Théâtre de la Madeleine (Paris)

## Publications
- Jonathan Kerr, Camille C., Paris, Avant-Scène Théâtre, 2005 (ISBN 978-2-900130-89-6).
- Jonathan Kerr et Jean-Luc Annaix, Manifeste pour un théâtre musical populaire, Paris, Œil du souffleur, 2009, 136 p. (ISBN 978-2-227-48672-0).
- Jonathan Kerr, La véranda : Tragédie domestique, Tarbes, Le Solitaire, coll. « Jeune théâtre », 2013, 114 p. (ISBN 978-2-36407-066-0).
- Jonathan Kerr, Les yeux crevés, le ciel offert : & autres objets littéraires, Tarbes, Le Solitaire, 2013, 165 p. (ISBN 978-2-36407-086-8).
- Jonathan Kerr, Carmina Burana : impératrice du monde, Tarbes, Le Solitaire, 2015, 56 p. (ISBN 978-2-36407-101-8).
- Gérard Levoyer et Jonathan Kerr, Plus vivants, tu meurs !, Paris, Editions L'Harmattan, coll. « Théâtres », 2017, 80 p. (ISBN 978-2-343-12978-5).

## Discographie
- 1981 : L’Gribouille de l’amour, SP Pathé-Marconi / EMI / Pathé ref. 2 C 008-72322 (sous le nom de « Jonatan Quer »)
- 1981 : Foutu romantique, SP  Pathé / EMI / Pathé-Marconi ref. 2C008-72431 (sous le nom de « Jonatan Quer »)
- 1982 : Tu me tiens chaud au cœur, SP  Pathé / Pathé-Marconi / EMI ef. 2 C 008-72495 (sous le nom de « Jonatan Quer »)
- 1982 : Tu m’donnes la fièvre, SP  EMI / Pathé-Marconi ref. 2 C 008-72666 (sous le nom de « Jonatan Quer »)
- 1984 : Tu seras femme, SP Carrère / Zone Music ref. 13 420 (sous le nom de « Jonatan Quer »)
- 1984 : Terre salée, tu seras femme…, LP Carrère ref. 66.105 (sous le nom de « Jonatan Quer »)
- 1985 : Changer d’horizon, SP  Zone Music / Pathé-Marconi / EMI ref. 2005897 (sous le nom de « Jonatan Quer »)
- 1989 : Voleur de nuit, SP Carrère ref. 14626 (sous le nom de « Jonathan Kerr »)
- 1993 : Le Mat, CD Le Bateleur (album tiré du polar musical  Le Mat)
- 2005 : Camille C., Studio Paradiso (album tiré du drame musical Camille C.)
- 2013 : L'ile aux tresors, Mediaspectacles (album tiré de la comédie musicale L'ile aux tresors)
- 2015 : Saint-Malo, Jonathan kerr

## Distinctions

### Récompenses
- 2005 : Molière inattendu des Molières 2005 pour la comédie musicale Camille C.[20]
- 2006 : Prix de la Meilleure comédie musicale (création française) au festival Les Musicals de Béziers pour la Camille C.[21]
- 2006 : Prix de la meilleure chanson de comédie musicale : « Je suis Camille » extrait de Camille C.[21]
- 2008 : Prix SACD de la meilleure comédie musicale pour Jean d’Arc[22]

### Nominations
- 2005 : Meilleur spectacle de création française et Meilleur créateur de musique de scène des Molières 2005 pour la Camille C.[23]